# 味千ラーメン

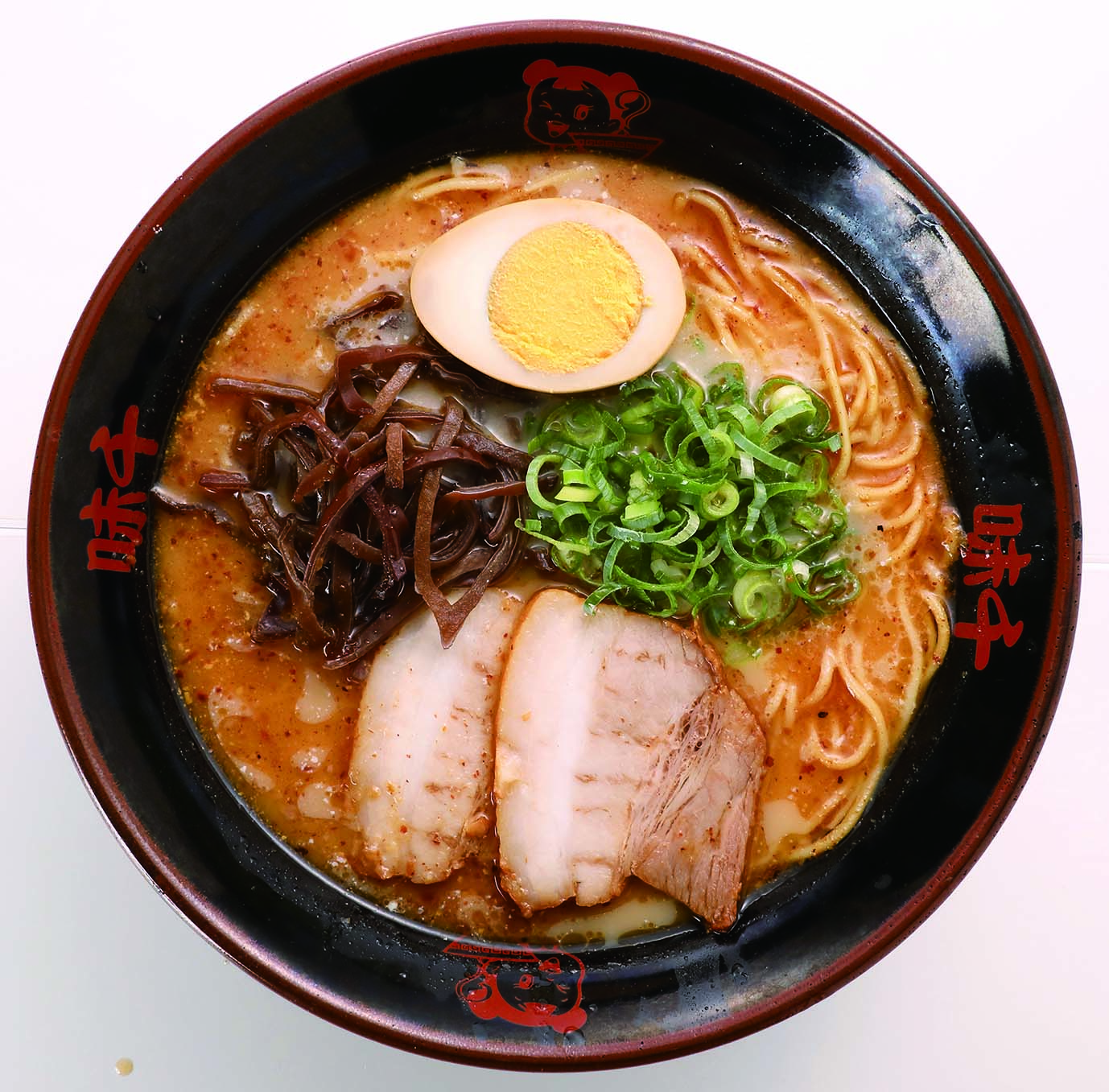
現：味千ラーメン

味千ラーメン（あじせんラーメン、味千拉麺）は、台湾出身の客家、劉壇祥（後に重光孝治に改名）が創業した熊本市に本店を置くラーメン店チェーンである。
2020年10月現在、日本国内に66店舗、日本国外に15ヵ国776店舗ある。日本国内では重光産業によって運営、展開されているが、海外店舗のうち700店以上が中国国内店で、これらは中国人女性実業家の潘慰が総裁（CEO）を務める味千（中国）控股有限公司が経営展開している。

## 概要

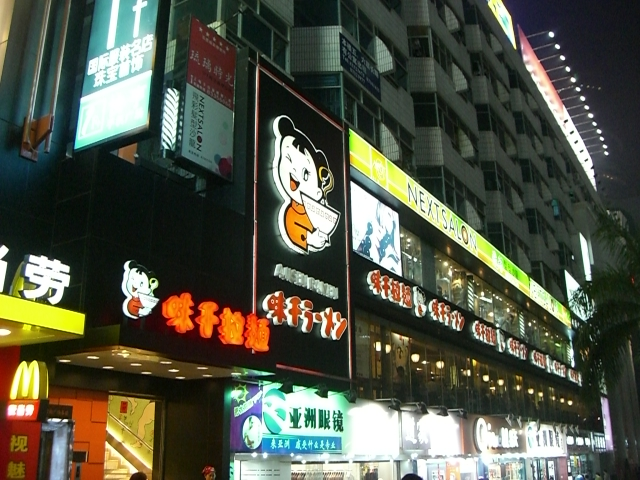
中国広東省深圳市の店舗

台湾高雄市美濃区出身の客家人である劉壇祥（客家語リウタンシオン、後に重光孝治）は木村一、山中安敏と共に不動産業、中古車販売業を営んでいたが、1953年に北部九州を襲った白川大水害によって事業は頓挫する。当時、熊本県玉名市で非常に人気のあった豚骨ラーメン店の話を聞きつけた3人は、その店「三九」を訪れた。三人はその店のラーメンに感銘を受け、ラーメン店をあらたな商売として始めることとした。
劉壇祥が客家料理で多用される揚げニンニクを加えて熊本市内の屋台で提供したのが味千ラーメンの始まり。熊本ラーメンの源流である。白濁した豚骨スープを用いるが、熊本ラーメンの中では比較的あっさりした味に属する。ラーメンの他、担担麺、焼きそば、餃子、炒飯などのメニューを揃え、中国福建省の郷土料理・太平燕も人気がある。持ち帰り用に濃縮スープ付き生麺の販売も行っている。
なお、木村は「松葉軒」を熊本市内に、山中は「こむらさき」とラーメン店を開業しており、いずれも熊本ラーメンの元祖と呼ばれる。

## 経緯

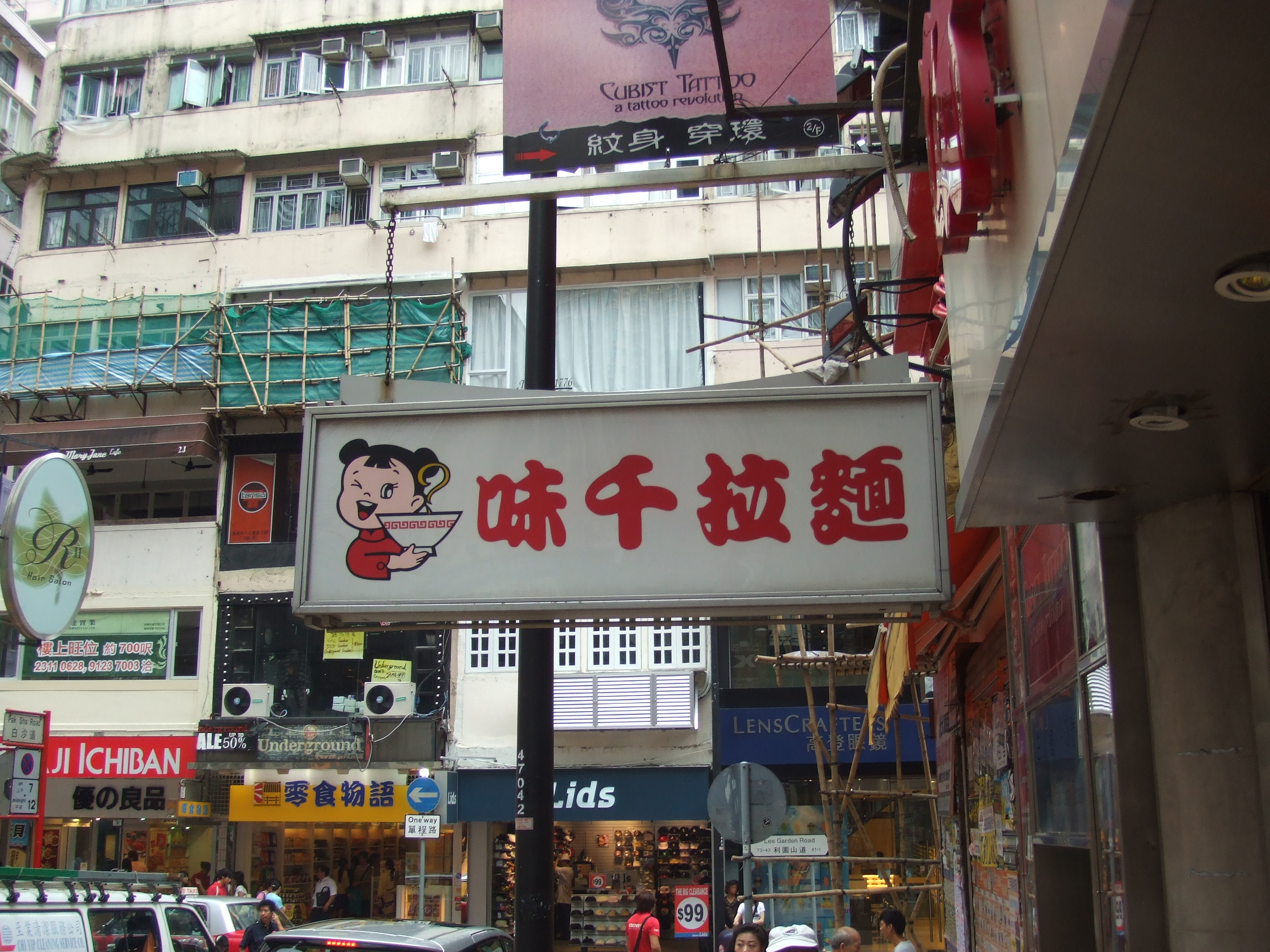
味千香港店

日本国内の店舗は2020年10月現在74店舗あるが、その約7割が熊本県内にあり、県外や首都圏では殆ど知られていない。日本国外では、1994年に創業者の故郷の台湾に合弁で海外初出店するも失敗に終わった。その後、香港貿易経済局の経済視察団の一員として九州を訪問した潘慰（ファンウエイ）に見出され、1996年に潘がライセンス契約の形で香港の繁華街に出店した結果、行列のできる人気店となった。ライセンス契約に際し、当時、味千は全く無名のラーメン店であったにも関わらず、味千の劉（重光）氏は潘に「先に中国国内に生産工場を建設し、生産ラインを確立してから」という条件を突きつけた。潘慰は約10年間従事する食品貿易の人脈と経験を活用し、劉氏側の要求に全て答え、苦労の末にライセンスを獲得した。
潘慰は、香港で日本式クレープのチェーンを展開していた広東省潮州出身の鄭威濤らと合同で味千（中国）控股有限公司（以下、味千中国）を創業。中国での多店舗展開に乗り出した。中国展開の第一歩は、香港出店成功後の旧正月の一日、中国深圳の遊園地の一角を借り、潘慰が自ら数名のスタッフとともに木造リヤカーを引いてラーメンの試験販売をしたことに始まる。雨模様の寒冷な日にも関わらず、ラーメンを求める長い行列ができ、潘慰は中国国内での可能性を確信。中国独特の規制や不文律など多数の困難に遭遇しながらも一つ一つ克服し、成功を収めていった。味千中国は米ビジネス誌『ビジネスウィーク』の「2007年アジア急成長企業トップ100」にランクされた。総裁（CEO）として味千中国を率いる潘慰は1988年、父母に伴い中国の山西省から香港に移民し、高卒の学歴で食品貿易会社に勤務しながら、独学で英語と財務を習得した。正規の大学教育は受けていない。
潘慰の努力と経営手腕によって味千中国のビジネスが成功し、零細企業だった重光産業はライセンス契約から巨額の利益を得るようになった。重光産業は味千中国とスープの特許権使用権などの名目で売上額の0.85%を受取る契約を締結。2010年の味千中国の売上は268億円であり、重光産業に対し一年だけで2億2600万円を支払っている。後に、重光産業もシンガポール、タイなどでフランチャイズを始めた。海外店では、ラーメンやチャーハン、餃子等の中華料理のメニューだけでなく、炒め物、焼き鳥、フランクフルト、トムヤムクン、キムチ、ビビンバなどの副食の充実をもはかる。

## マスコットキャラクター
マスコットキャラクターである赤いチャイナ服を着て辮髪を結った女の子「チィちゃん」のモデルは、重光産業の創業者の劉壇祥の娘で、現在、重光産業の代表取締役副社長を務める重光悦枝（よしえ）である。悦枝の3歳ごろがモデルとなっており、悦枝は『若っ人ランド』出演時に「溺愛していた娘をキャラクターにしたかったのだろう」「最初は恥ずかしかったけど、味千ラーメンが海外に進出して、世界中にチィちゃんが知られていると思うと嬉しい」と語った。このキャラクターから香港では当初「辮髪ラーメン」と呼ばれていた。

## 歴史
- 1968年（昭和43年)   専門店用の生麺とベースの製造販売を開始。
- 1972年（昭和47年） 株式会社を設立（未上場）。大津工場において、生麺、調味料、スープ等の製造すると共に、フランチャイズチェーン店を募集し、組織化を開始。
- 1994年（平成6年）  台湾台北に海外に初出店（合弁）。（現在は閉店）
- 1996年（平成8年）  潘慰、重光産業よりライセンスを取得し香港に出店。劉壇祥(重光孝治）の死去に伴い、長男の重光克昭が重光産業の代表取締役社長に就任。
- 1997年（平成9年）  潘慰、香港2号店開店。
- 1999年（平成11年）東京池袋店オープン。（現在は閉店）。
- 2001年（平成13年）ニューヨークFC出店。福岡キャナルシティ博多ラーメンスタジアムに出店。（現在は閉店）。
- 2002年（平成14年）味千本店リニューアルオープン。
- 2007年（平成19年）味千(中国)控股有限公司、香港株式上場。
- 2009年（平成21年）大韓民国に進出し、ソウル市で1号店を開業[9]。（現在は閉店）。
- 2011年（平成23年）虚偽宣伝により上海市政府より行政処分を受ける[10]。

## 豚骨スキャンダル
味千ラーメンは、自社のスープは店舗で豚骨と煮干しを煮込んで仕込んでおり、「軟骨素」という骨を強くする栄養が溶け出し「ラーメン一杯に牛乳5杯分のカルシウムが含まれている」と宣伝していた。また栄養成分は中国農業大学の分析結果としていた。2011年、メディアの調査報道により、スープは工場で生産した濃縮液であることが発覚、同時に栄養成分表示も虚偽であったことが暴露された。中国農業大学は、同社製品の分析を行った事実はなく、虚偽宣伝の停止と公開謝罪を要求した。中国メディアはこの事件を「骨湯門」（豚骨スキャンダル）として大々的に報道。「骨」は豚骨、「湯」はスープ、「門」はスキャンダルを意味する。8月、上海市政府当局は味千ラーメンを虚偽宣伝の容疑で調査し、11月、味千ラーメンに対し20万元の罰金の支払いを命じた。さらに、上海市品質技術管理局は、味千ラーメンが食品添加物を違法に使用していたとし、78万6600元の罰金を科していたことを明らかにした。
これら一連の事件に関し、重光産業は「一般的なやり方」であり、「日本本部の管轄外で、代理企業が自分でやったこと」と回答。日本の味千ラーメンと味千中国は無関係であると強調した。

## テレビ番組
- 日経スペシャル ガイアの夜明け シリーズ「新興国を攻めろ!」第1弾 ニッポン外食に勝機あり（2010年4月20日、テレビ東京）[16] - 知る人ぞ知る勝ち組チェーンを取材。

## 関連書籍
- 『中国で一番成功している日本の外食チェーンは熊本の小さなラーメン屋だって知ってますか？』（著者:重光克昭）（2010年8月26日、ダイヤモンド社）ISBN 9784478014202